# Heliocontia variegata
Heliocontia variegata là một loài bướm đêm trong họ Noctuidae.